# Luoshan (sockenhuvudort i Kina, Jiangxi Sheng, lat 25,14, long 115,82)
Luoshan är en sockenhuvudort i Kina. Den ligger i provinsen Jiangxi, i den sydöstra delen av landet, omkring 390 kilometer söder om provinshuvudstaden Nanchang. Antalet invånare är 8 504. Befolkningen består av 4 144 kvinnor och 4 360 män. Barn under 15 år utgör 22,0 %, vuxna 15-64 år 69 %, och äldre över 65 år 8,0 %.
Runt Luoshan är det ganska tätbefolkat, med 120 invånare per kvadratkilometer. Närmaste större samhälle är Yunmenling, 12,9 km nordväst om Luoshan. I omgivningarna runt Luoshan växer i huvudsak städsegrön lövskog.
Genomsnittlig årsnederbörd är 1 936 millimeter. Den regnigaste månaden är maj, med i genomsnitt 372 mm nederbörd, och den torraste är oktober, med 18 mm nederbörd.